# Ctenucha reductella
Ctenucha reductella är en fjärilsart som beskrevs av Embrik Strand 1920. Ctenucha reductella ingår i släktet Ctenucha och familjen björnspinnare. Inga underarter finns listade i Catalogue of Life.